# Miss World
Miss World (z ang. Miss Świata) – najstarszy międzynarodowy konkurs piękności. Został utworzony 29 lipca 1951 roku przez Erica Morleya w Wielkiej Brytanii. Od jego śmierci w 2000 roku, prezydentem konkursu jest jego żona Julia Morley. Obok Miss Universe, Miss International i Miss Earth należy do tzw. wielkiej czwórki międzynarodowych konkursów piękności.
W wyborach „najpiękniejszej kobiety świata” biorą obecnie udział reprezentantki ponad 100 krajów. Jest to największa liczba kandydatek wśród międzynarodowych konkursów.
Do 1992 roku tryumfatorka Miss World oprócz korony dostawała również srebrne berło. Od wyborów w 1993 laureatka dostaje wyłącznie koronę. Tradycją jest, że podczas wszystkich wyborów Miss World, z wyjątkiem pierwszych w 1951 roku, koronę miss wręcza zwyciężczyni poprzedniej edycji.

## Historia
Konkurs rozgrywany jest od 1951 roku. Od 2004 roku wyboru Miss World dokonują widzowie wraz z jury. W 2006 roku wybory odbyły się w Polsce. Od 2015 roku w czasie konkursu nie jest organizowana konkurencja w strojach kąpielowych.

## Wybór kandydatek
By móc wystartować w konkursie, kandydatka na Miss World musi spełniać trzy podstawowe warunki:
- musi być panną bez dzieci,
- w momencie odbywania się finałowej gali konkursu nie może mieć mniej niż 16 i więcej niż 27 lat,
- musi być zwyciężczynią krajowych preselekcji tj. miss swojego kraju, bądź jedną z wicemiss oddelegowanych na konkurs przez przewodniczących krajowego jury.

## Zwyciężczynie konkursu
| Rok  | Kraj              | Zwyciężczyni                | Wiek | Miejsce      | Liczba uczestniczek |
| ---- | ----------------- | --------------------------- | ---- | ------------ | ------------------- |
| 1951 | Szwecja           | Kicki Håkansson             | 24   | Londyn       | 26                  |
| 1952 | Szwecja           | May Louise Flodin           | 20   | Londyn       | 11                  |
| 1953 | Francja           | Denise Perrier              | 18   | Londyn       | 15                  |
| 1954 | Egipt             | Antigone Costanda           | 19   | Londyn       | 16                  |
| 1955 | Wenezuela         | Susana Dujim                | 19   | Londyn       | 19                  |
| 1956 | Niemcy Zachodnie  | Petra Schürmann             | 19   | Londyn       | 24                  |
| 1957 | Finlandia         | Marita Lindahl              | 19   | Londyn       | 23                  |
| 1958 | Południowa Afryka | Penelope Anne Coelen        | 18   | Londyn       | 22                  |
| 1959 | Holandia          | Corine Rottschäfer          | 19   | Londyn       | 37                  |
| 1960 | Argentyna         | Norma Cappagli              | 21   | Londyn       | 39                  |
| 1961 | Wielka Brytania   | Rosemarie Frankland         | 18   | Londyn       | 37                  |
| 1962 | Holandia          | Catharina Lodders           | 20   | Londyn       | 33                  |
| 1963 | Jamajka           | Carole Joan Crawford        | 20   | Londyn       | 40                  |
| 1964 | Wielka Brytania   | Ann Sidney                  | 20   | Londyn       | 42                  |
| 1965 | Wielka Brytania   | Lesley Langley              | 20   | Londyn       | 48                  |
| 1966 | Indie             | Reita Faria                 | 23   | Londyn       | 51                  |
| 1967 | Peru              | Madeline Hartog-Bell        | 21   | Londyn       | 55                  |
| 1968 | Australia         | Penelope Plummer            | 20   | Londyn       | 53                  |
| 1969 | Austria           | Eva Rueber-Staier           | 20   | Londyn       | 50                  |
| 1970 | Grenada           | Jennifer Hosten             | 23   | Londyn       | 58                  |
| 1971 | Brazylia          | Lúcia Petterle              | 22   | Londyn       | 56                  |
| 1972 | Australia         | Belinda Green               | 20   | Londyn       | 53                  |
| 1973 | Stany Zjednoczone | Marjorie Wallace            | 19   | Londyn       | 54                  |
| 1974 | Wielka Brytania   | Helen Morgan                | 22   | Londyn       | 58                  |
| 1974 | Południowa Afryka | Anneline Kriel              | 19   | Londyn       | 58                  |
| 1975 | Portoryko         | Wilnelia Merced             | 18   | Londyn       | 67                  |
| 1976 | Jamajka           | Cindy Breakspeare           | 22   | Londyn       | 60                  |
| 1977 | Szwecja           | Mary Stavin                 | 20   | Londyn       | 62                  |
| 1978 | Argentyna         | Silvana Suárez              | 20   | Londyn       | 68                  |
| 1979 | Bermudy           | Gina Swainson               | 21   | Londyn       | 69                  |
| 1980 | Niemcy Zachodnie  | Gabriella Brum              | 18   | Londyn       | 67                  |
| 1980 | Guam              | Kimberley Santos            | 19   | Londyn       | 67                  |
| 1981 | Wenezuela         | Pilín León                  | 18   | Londyn       | 67                  |
| 1982 | Dominikana        | Mariasela Álvarez           | 22   | Londyn       | 68                  |
| 1983 | Wielka Brytania   | Sarah-Jane Hutt             | 19   | Londyn       | 72                  |
| 1984 | Wenezuela         | Astrid Carolina Herrera     | 21   | Londyn       | 72                  |
| 1985 | Islandia          | Hólmfríður Karlsdóttir      | 22   | Londyn       | 78                  |
| 1986 | Trynidad i Tobago | Giselle Laronde             | 23   | Londyn       | 77                  |
| 1987 | Austria           | Ulla Weigerstorfer          | 20   | Londyn       | 78                  |
| 1988 | Islandia          | Linda Pétursdóttir          | 19   | Londyn       | 84                  |
| 1989 | Polska            | Aneta Kręglicka             | 24   | Hongkong     | 78                  |
| 1990 | Stany Zjednoczone | Gina Tolleson               | 21   | Londyn       | 81                  |
| 1991 | Wenezuela         | Ninibeth Leal               | 20   | Atlanta      | 78                  |
| 1992 | Rosja             | Julija Kuroczkina           | 18   | Sun City     | 83                  |
| 1993 | Jamajka           | Lisa Hanna                  | 18   | Sun City     | 81                  |
| 1994 | Indie             | Aishwarya Rai               | 21   | Sun City     | 87                  |
| 1995 | Wenezuela         | Jacqueline Aguilera         | 19   | Sun City     | 84                  |
| 1996 | Grecja            | Irini Skliwa                | 18   | Bengaluru    | 88                  |
| 1997 | Indie             | Diana Hayden                | 24   | Mahé         | 86                  |
| 1998 | Izrael            | Linor Abargil               | 18   | Mahé         | 86                  |
| 1999 | Indie             | Yukta Mookhey               | 20   | Londyn       | 94                  |
| 2000 | Indie             | Priyanka Chopra             | 18   | Londyn       | 95                  |
| 2001 | Nigeria           | Agbani Darego               | 19   | Sun City     | 93                  |
| 2002 | Turcja            | Azra Akın                   | 21   | Londyn       | 88                  |
| 2003 | Irlandia          | Rosanna Davison             | 19   | Sanya        | 106                 |
| 2004 | Peru              | María Julia Mantilla        | 20   | Sanya        | 107                 |
| 2005 | Islandia          | Unnur Birna Vilhjálmsdóttir | 21   | Sanya        | 102                 |
| 2006 | Czechy            | Taťána Kuchařová            | 18   | Warszawa     | 104                 |
| 2007 | Chiny             | Zhang Zilin                 | 23   | Sanya        | 106                 |
| 2008 | Rosja             | Ksienija Suchinowa          | 21   | Johannesburg | 109                 |
| 2009 | Gibraltar         | Kaiane Aldorino             | 23   | Johannesburg | 112                 |
| 2010 | Stany Zjednoczone | Alexandria Mills            | 18   | Sanya        | 115                 |
| 2011 | Wenezuela         | Ivian Sarcos                | 22   | Londyn       | 113                 |
| 2012 | Chiny             | Yu Wenxia                   | 23   | Ordos        | 116                 |
| 2013 | Filipiny          | Megan Young                 | 23   | Bali         | 127                 |
| 2014 | Południowa Afryka | Rolene Strauss              | 22   | Londyn       | 121                 |
| 2015 | Hiszpania         | Mireia Lalaguna             | 23   | Sanya        | 114                 |
| 2016 | Portoryko         | Stephanie Del Valle         | 19   | Waszyngton   | 117                 |
| 2017 | Indie             | Manushi Chhillar            | 20   | Sanya        | 118                 |
| 2018 | Meksyk            | Vanessa Ponce               | 26   | Sanya        | 118                 |
| 2019 | Jamajka           | Toni-Ann Singh              | 23   | Londyn       | 111                 |
| 2021 | Polska            | Karolina Bielawska          | 22   | San Juan     | 97                  |
| 2023 | Czechy            | Krystyna Pyszková           | 25   | Mumbaj       | 112                 |
| 2025 | Tajlandia         | Suchata Chuangsri           | 21   | Hajdarabad   | 108                 |

### Galeria

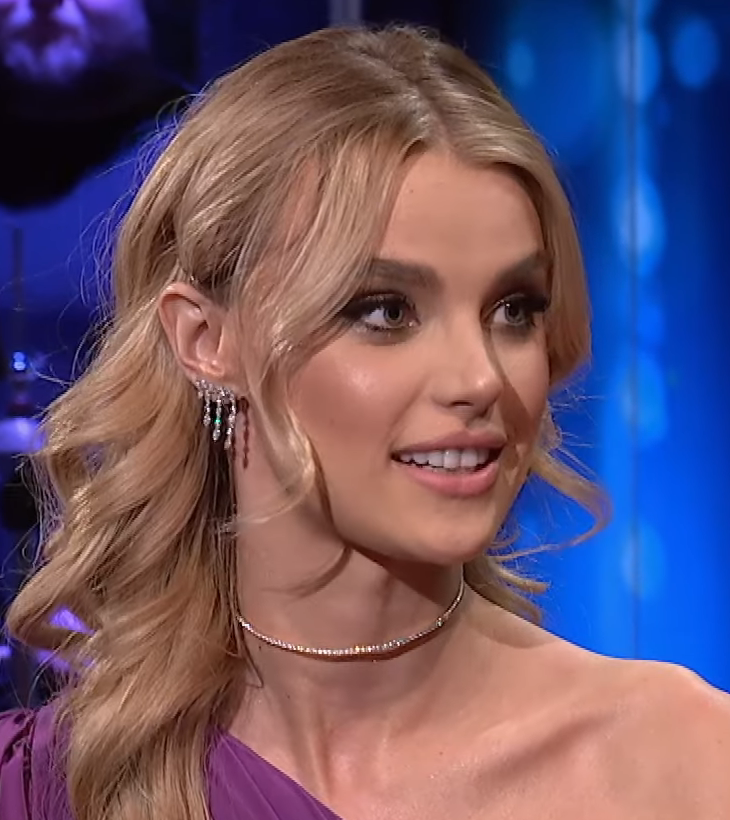
Miss World 2023 Krystyna Pyszková Czechy
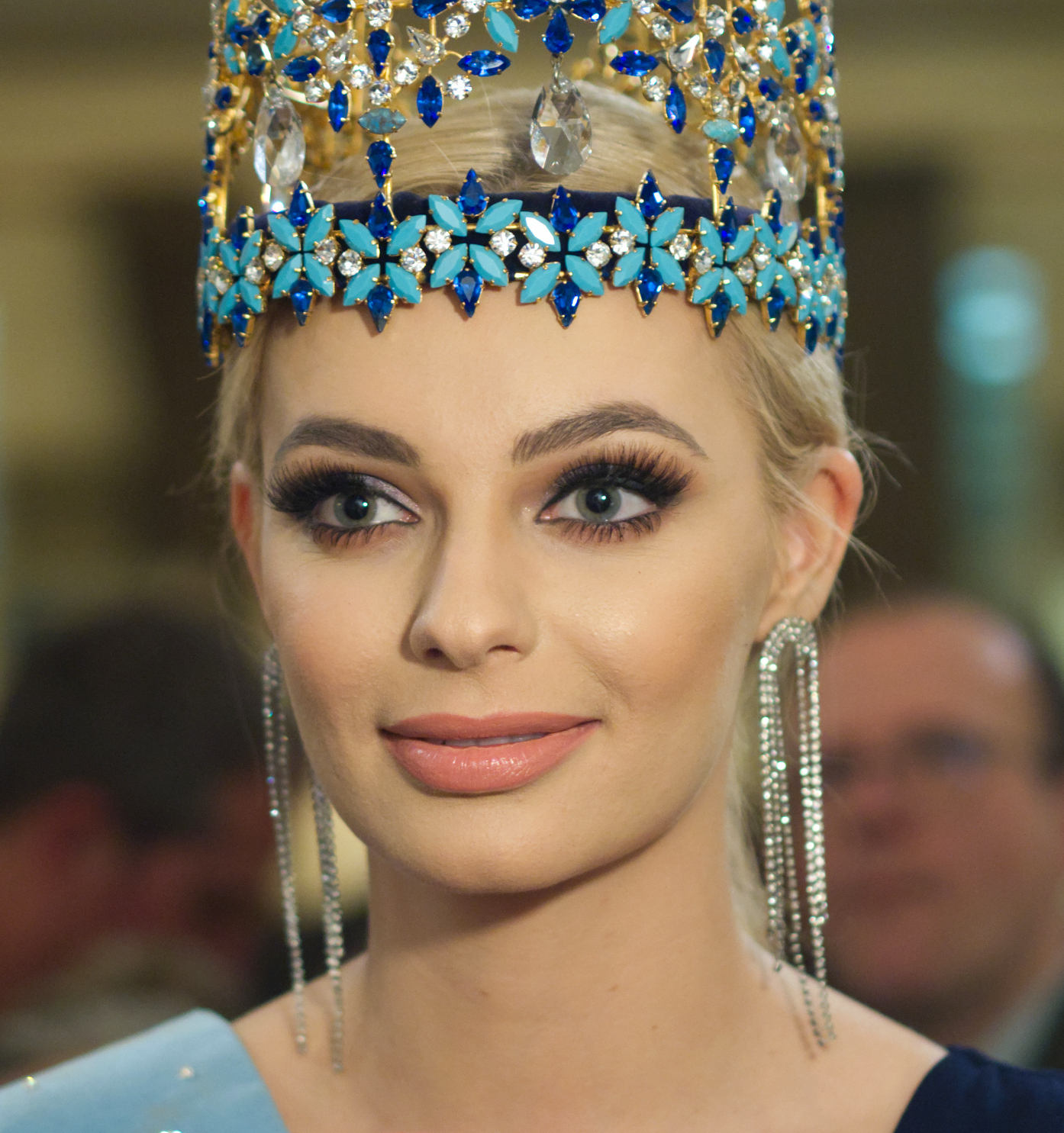
Miss World 2021 Karolina Bielawska Polska
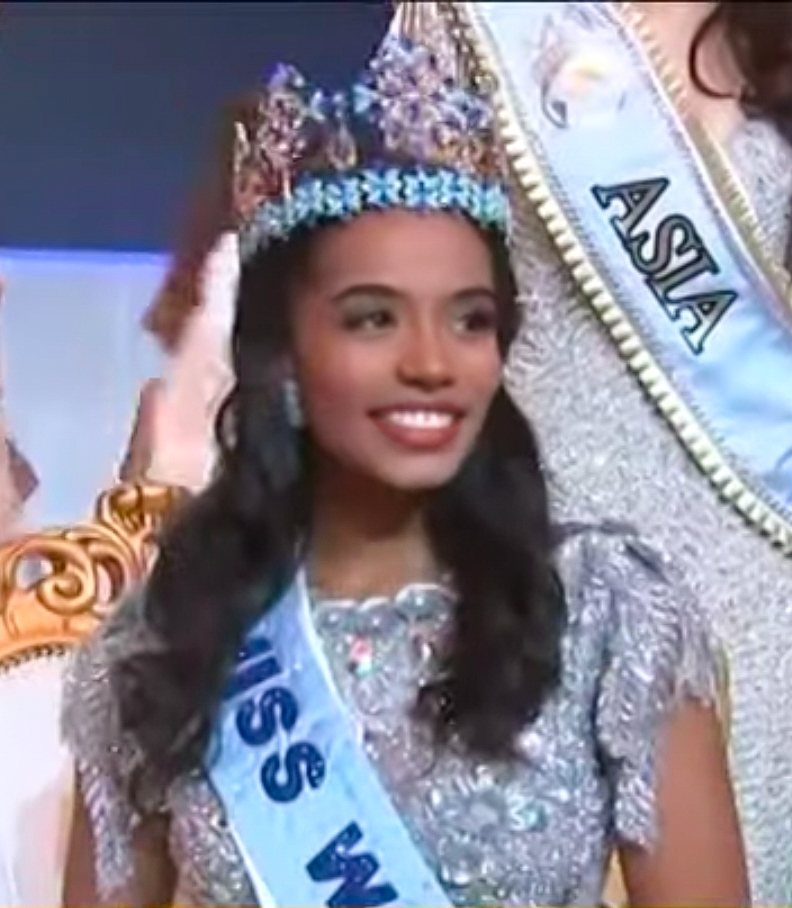
Miss World 2019 Toni-Ann Singh Jamajka
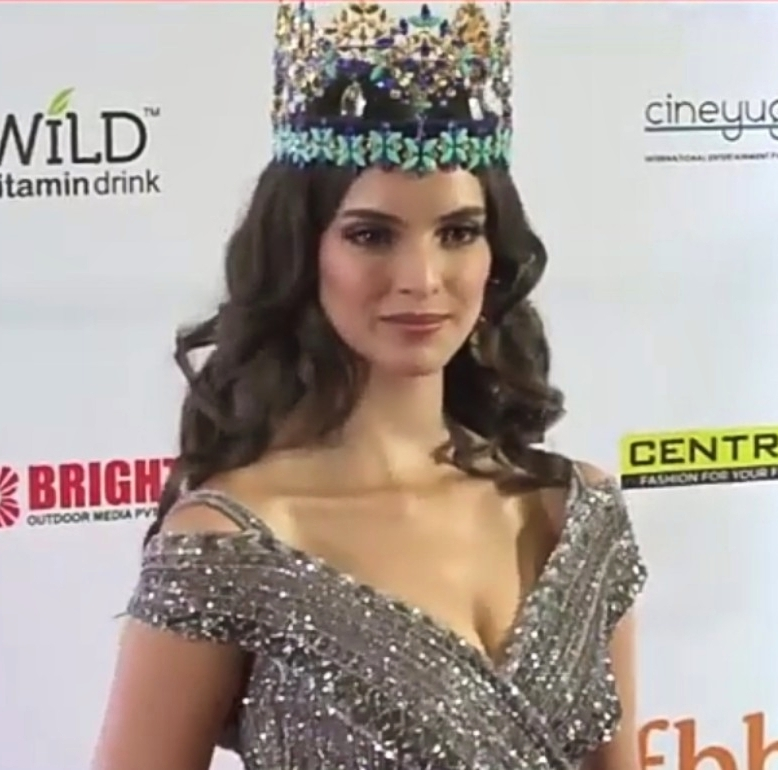
Miss World 2018 Vanessa Ponce Meksyk
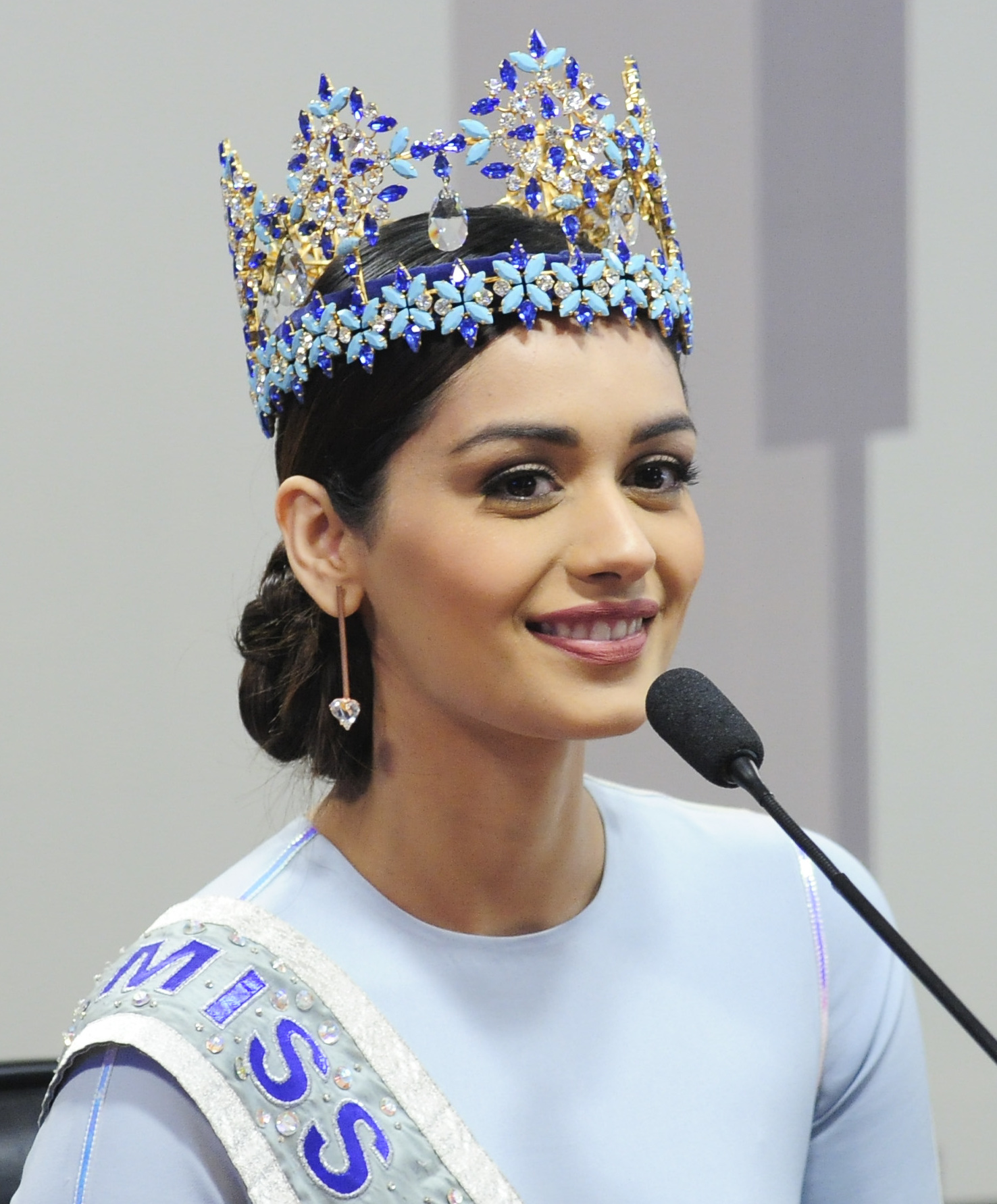
Miss World 2017 Manushi Chhillar Indie
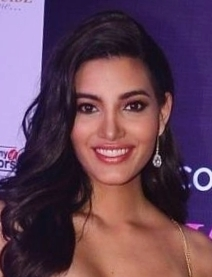
Miss World 2016 Stephanie Del Valle Portoryko
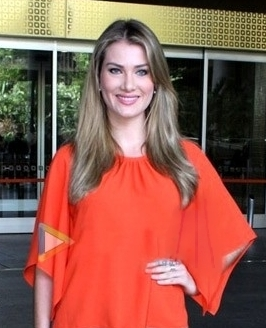
Miss World 2015 Mireia Lalaguna Hiszpania
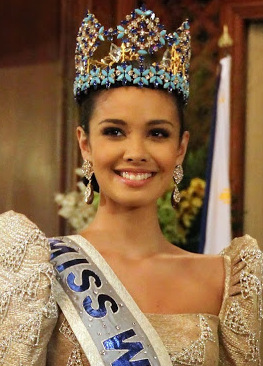
Miss World 2013 Megan Young Filipiny
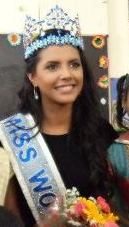
Miss World 2011 Ivian Sarcos Wenezuela
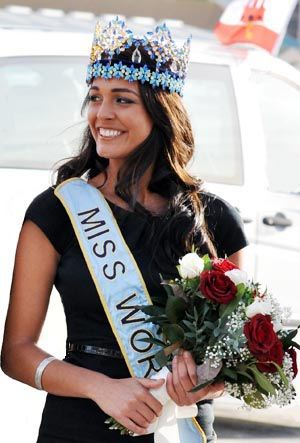
Miss World 2009 Kaiane Aldorino Gibraltar
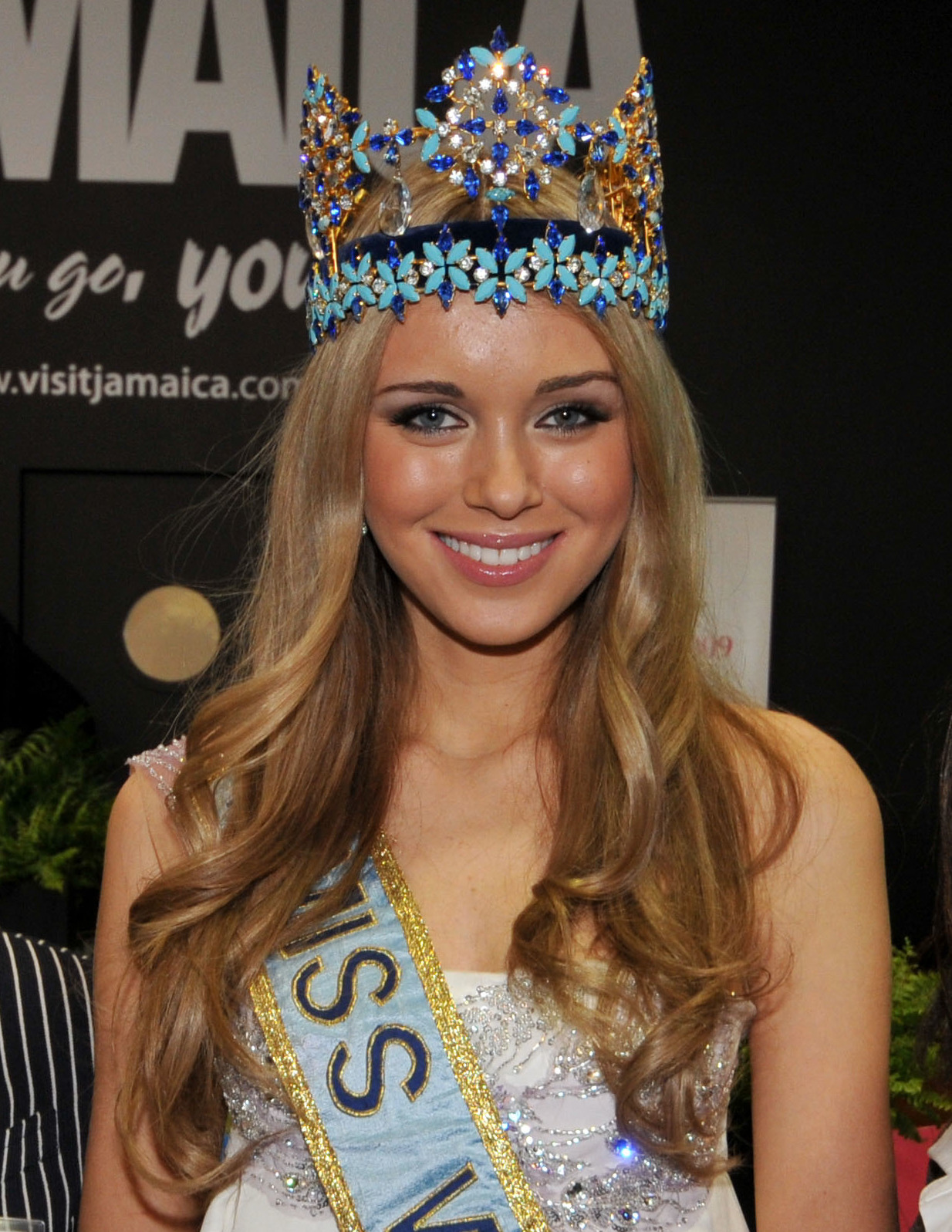
Miss World 2008 Ksienija Suchinowa Rosja
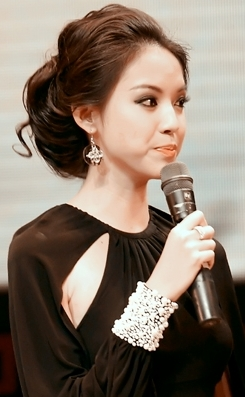
Miss World 2007 Zhang Zilin Chiny
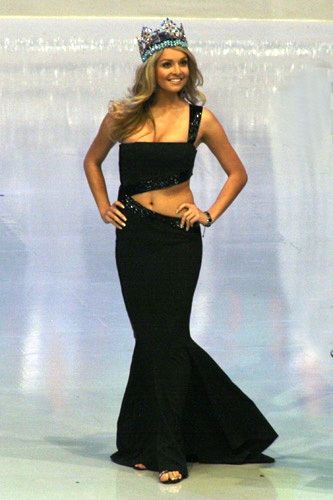
Miss World 2006 Taťána Kuchařová Czechy
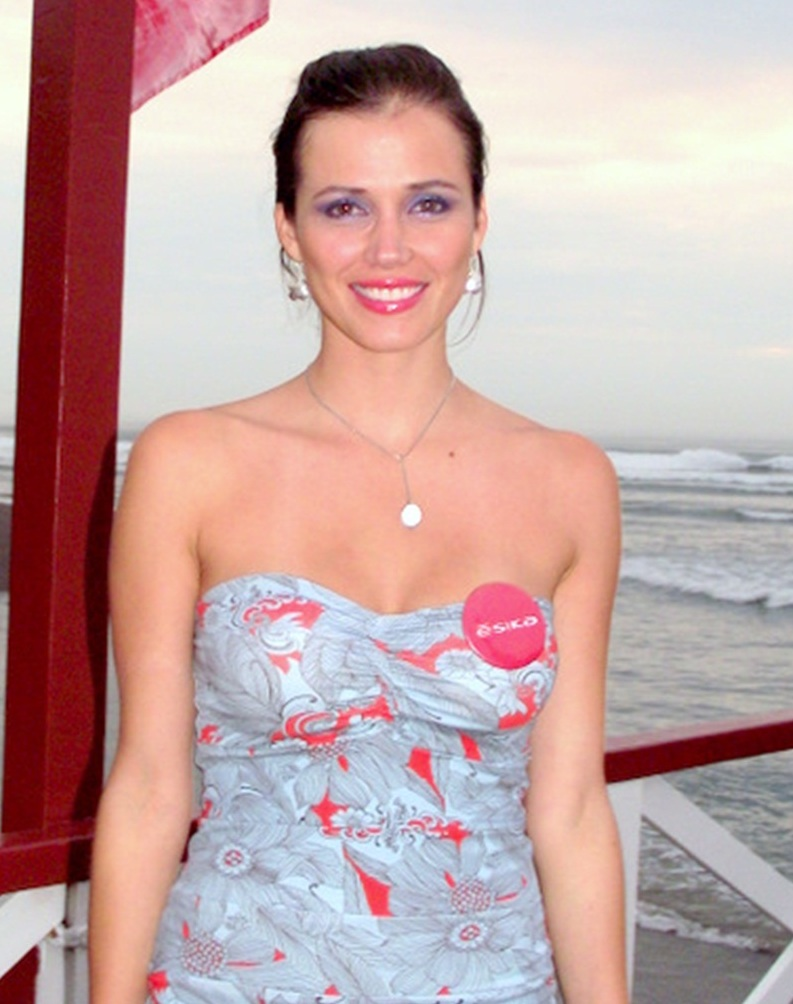
Miss World 2004 María Julia Mantilla Peru
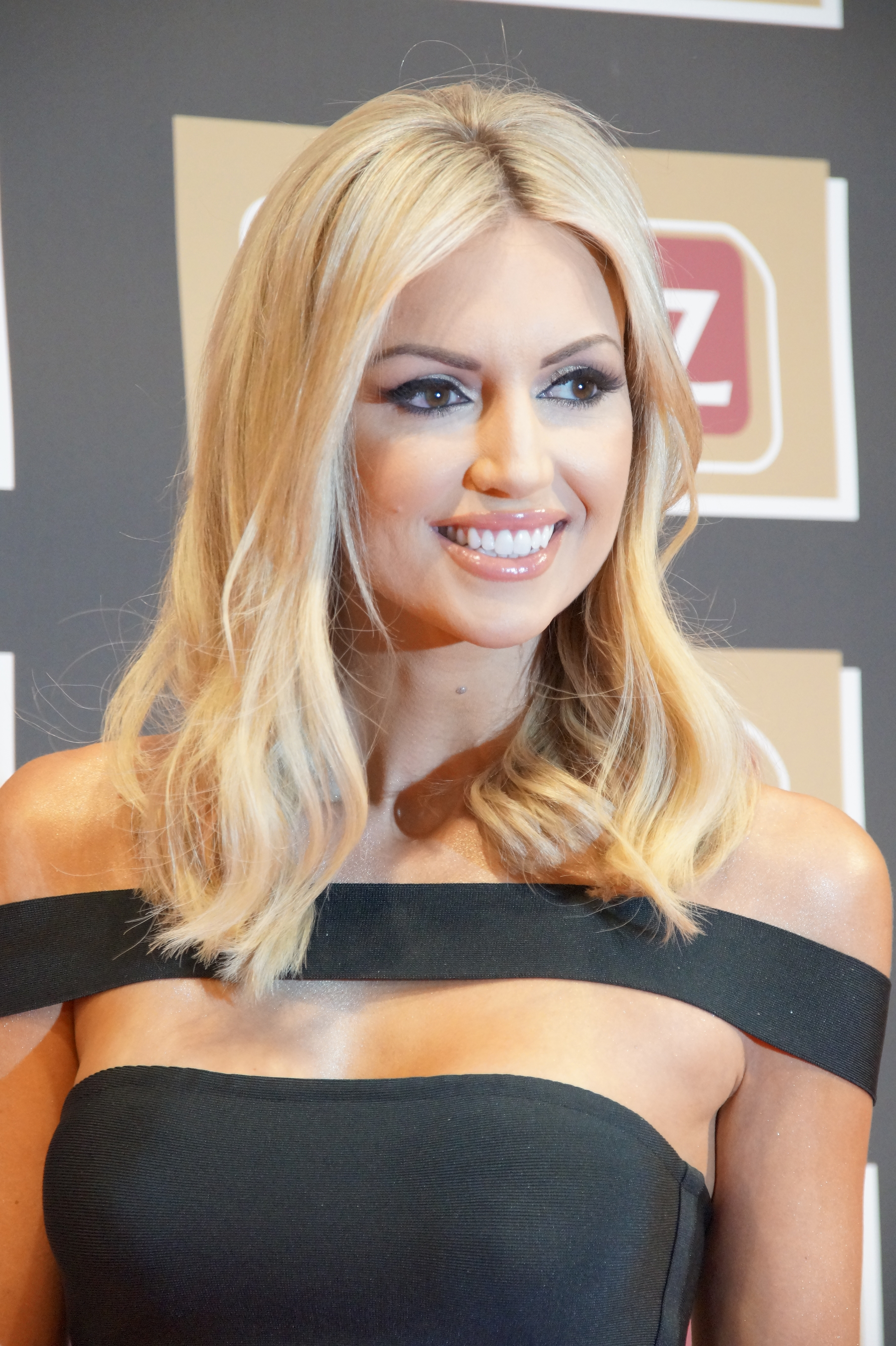
Miss World 2003 Rosanna Davison Irlandia
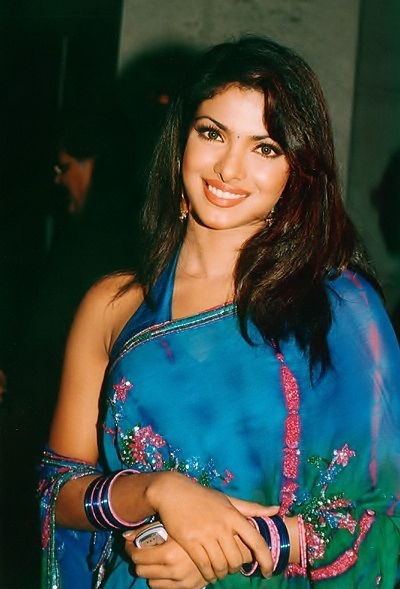
Miss World 2000 Priyanka Chopra Indie
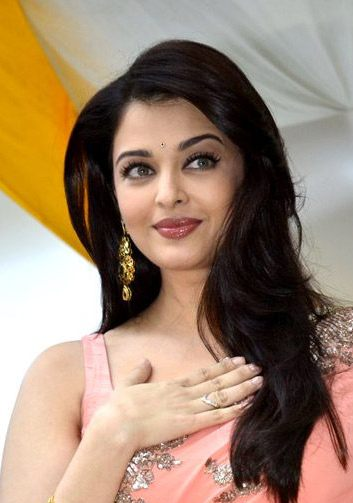
Miss World 1994 Aishwarya Rai Indie
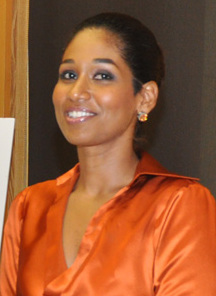
Miss World 1993 Lisa Hanna Jamajka
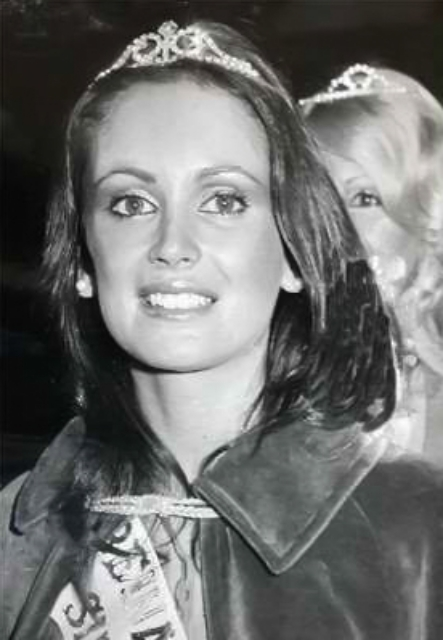
Miss World 1978 Silvana Suárez Argentyna
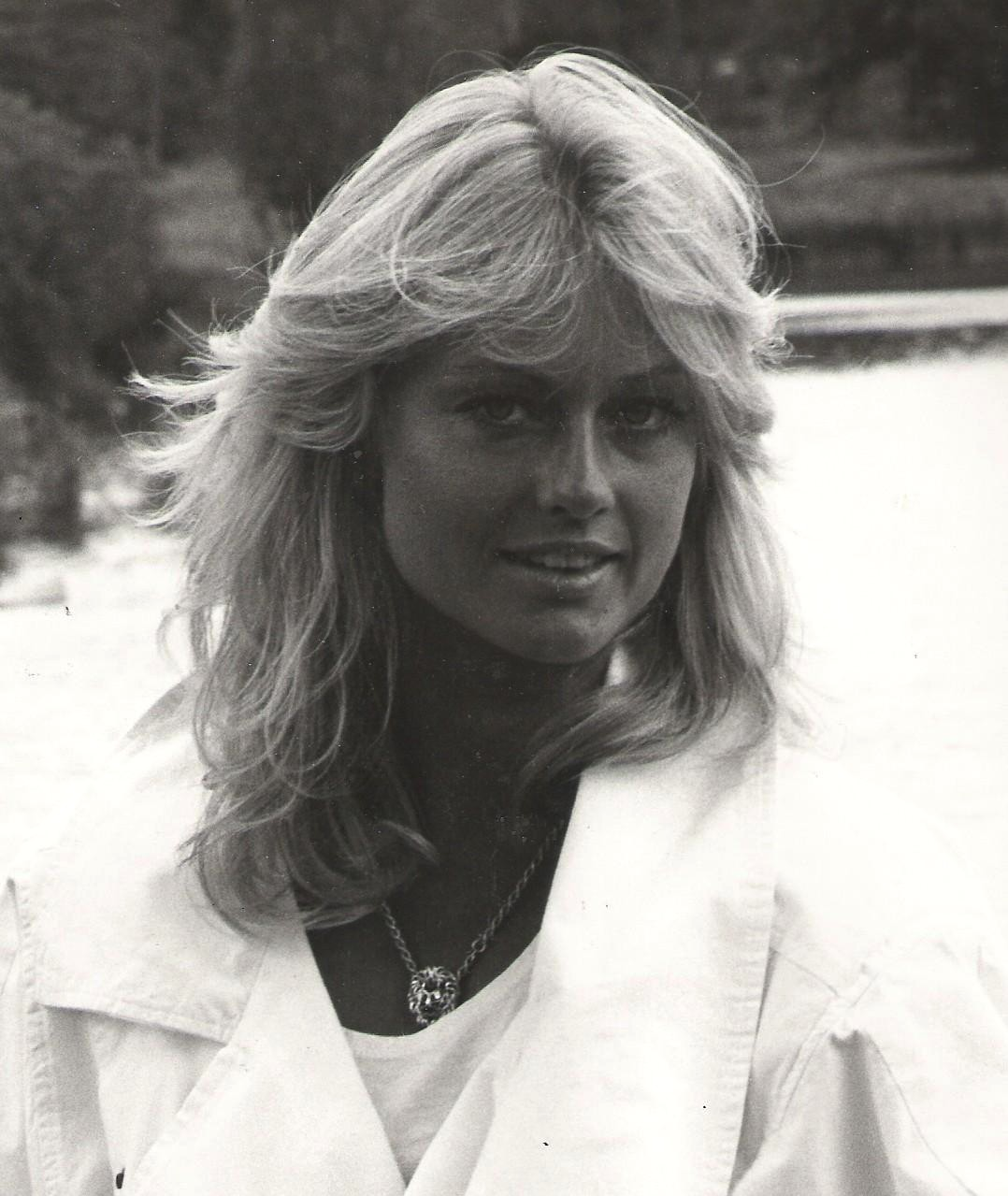
Miss World 1977 Mary Stavin Szwecja
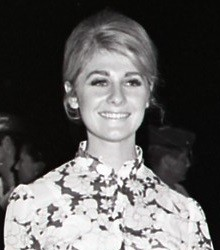
Miss World 1968 Penelope Plummer Australia
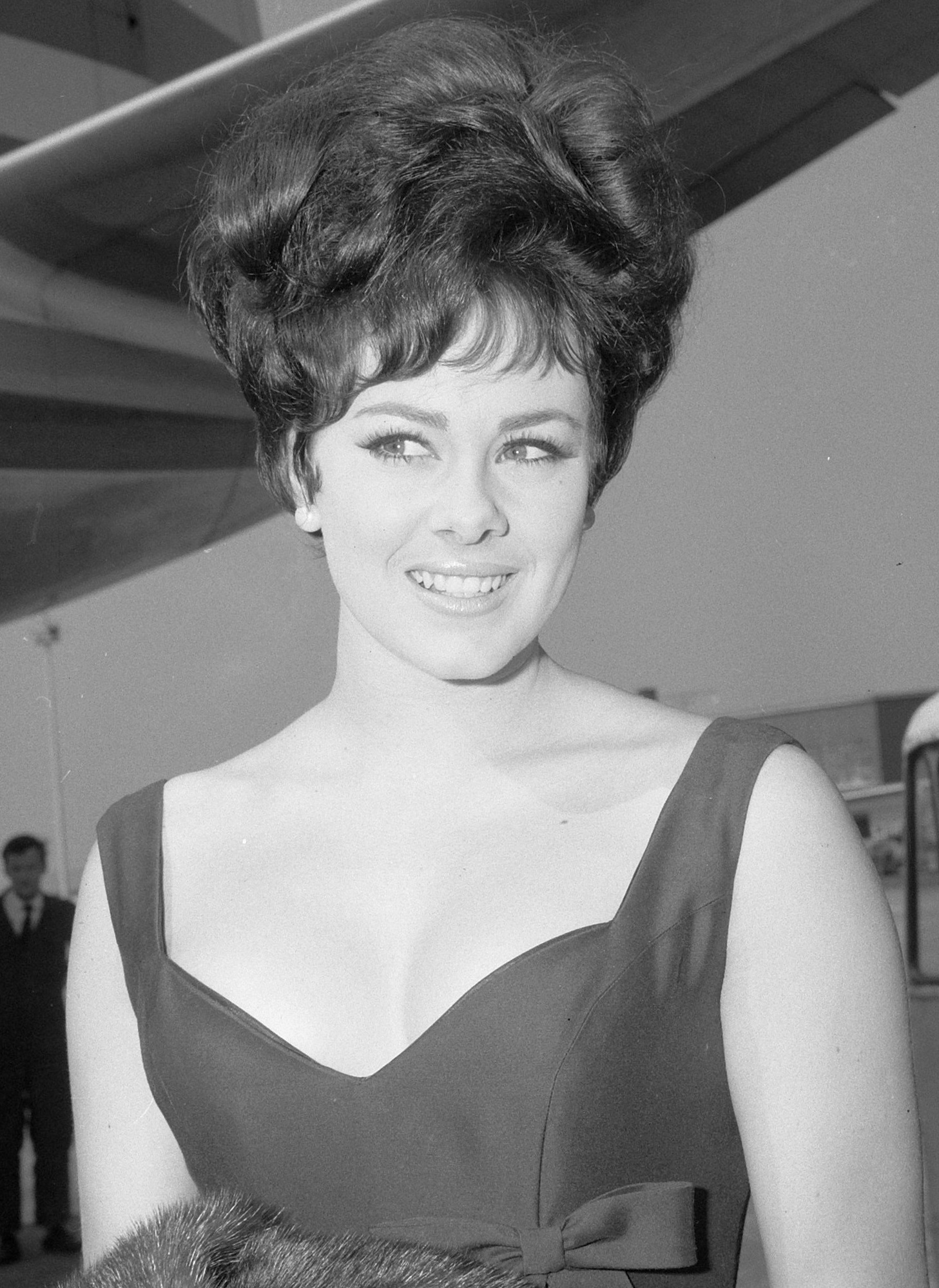
Miss World 1964 Ann Sidney Wielka Brytania
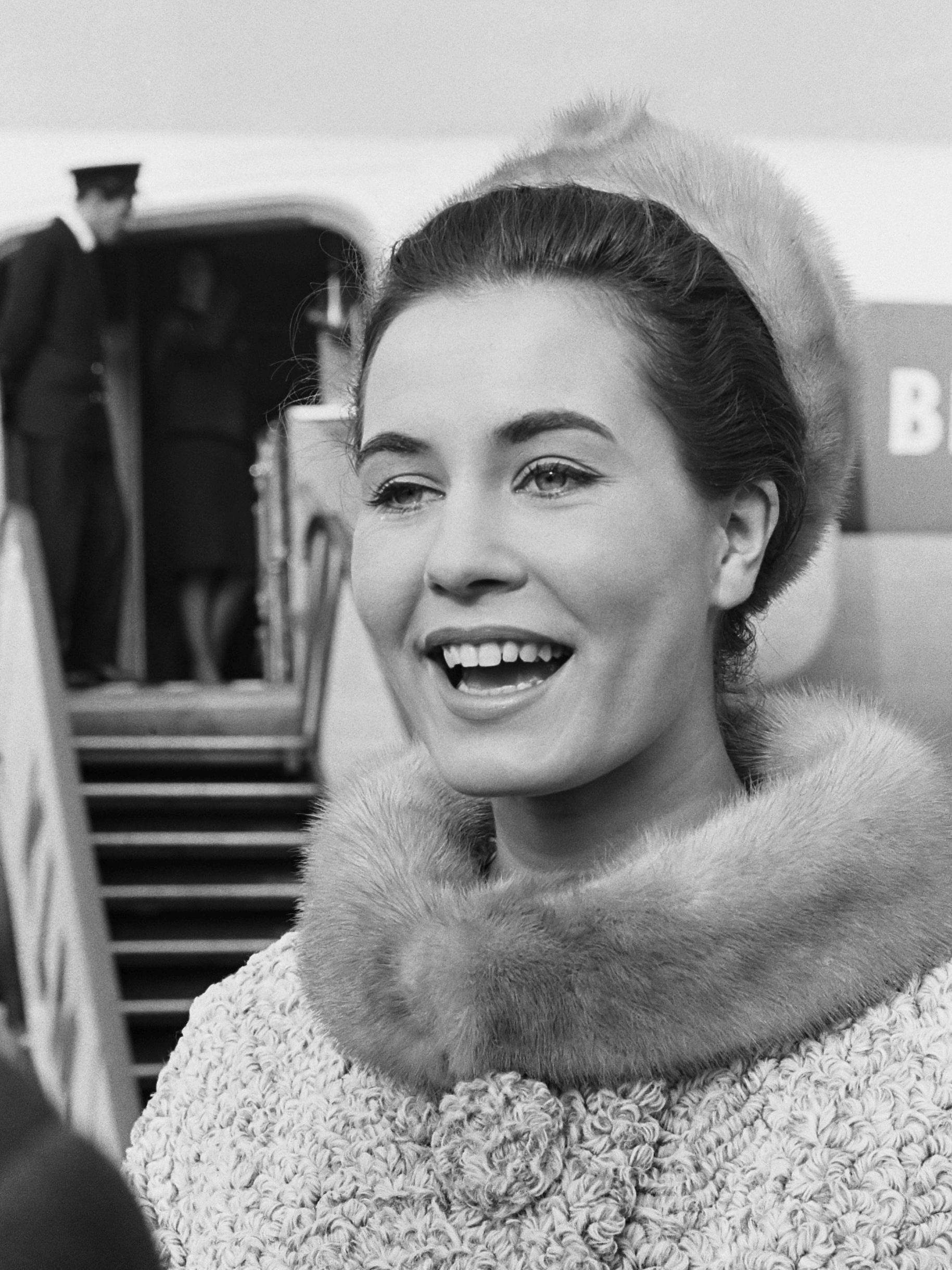
Miss World 1962 Catharina Lodders Holandia
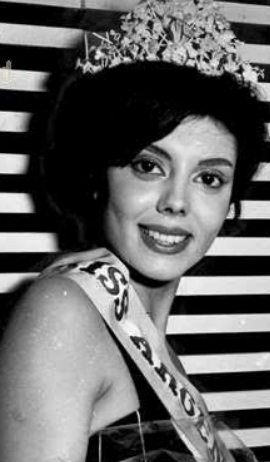
Miss World 1960 Norma Cappagli Argentyna
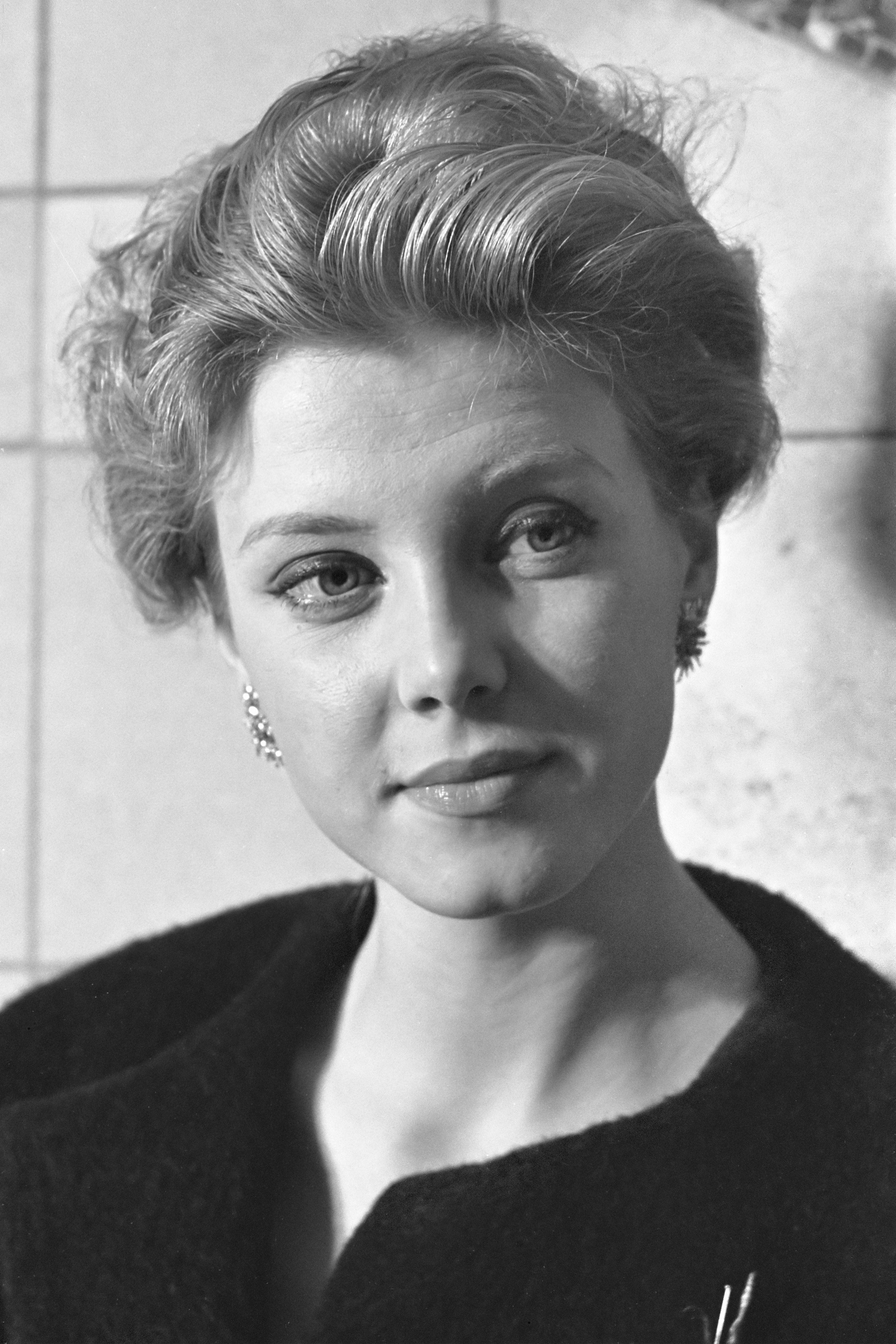
Miss World 1959 Corine Rottschäfer Holandia
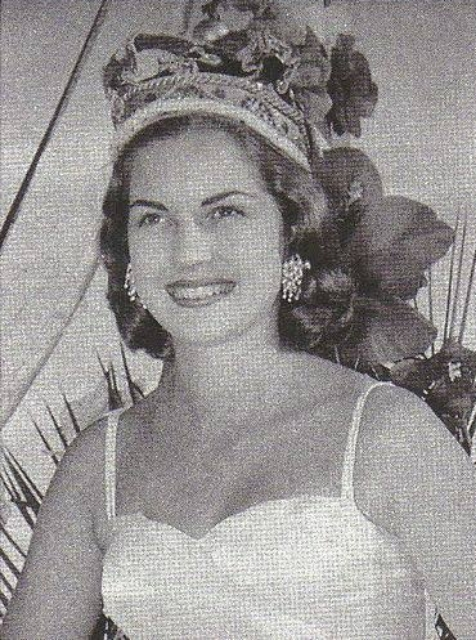
Miss World 1958 Penelope Anne Coelen Południowa Afryka
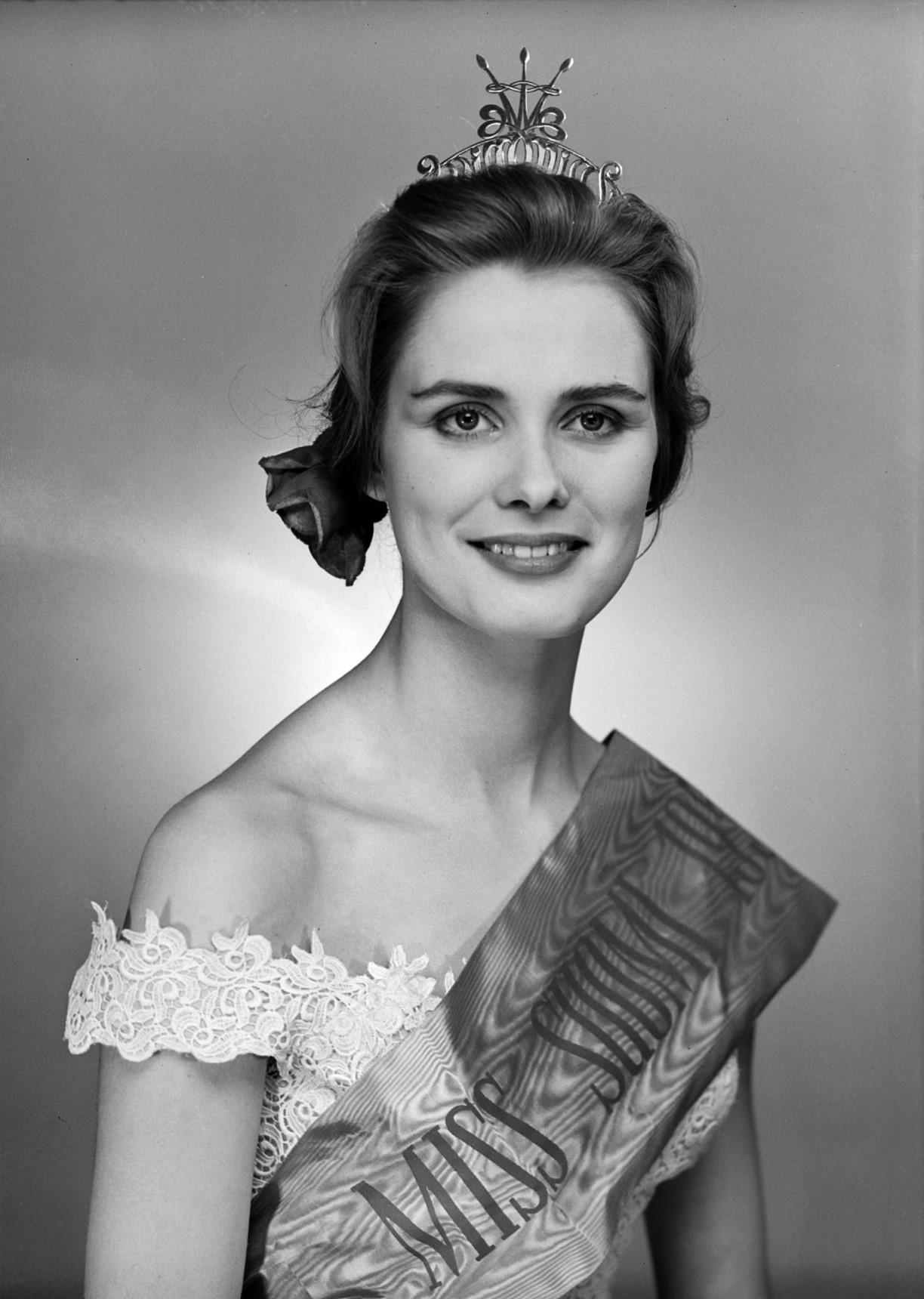
Miss World 1957 Marita Lindahl Finlandia
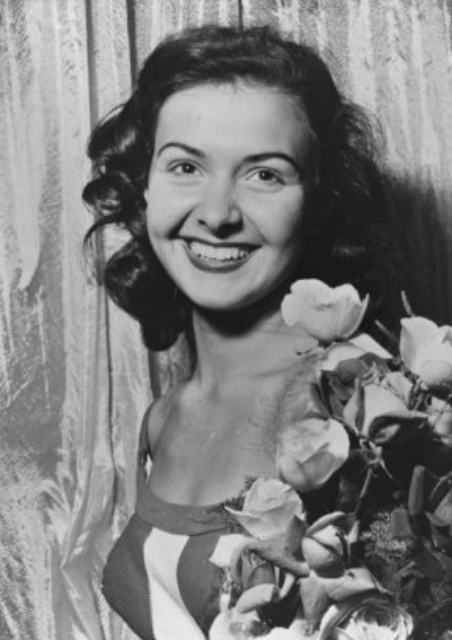
Miss World 1953 Denise Perrier Francja

## Kraje zwycięskie
| Liczba zwycięstw | Kraj                      | Lata                               |
| ---------------- | ------------------------- | ---------------------------------- |
| 6                | Wenezuela                 | 1955, 1981, 1984, 1991, 1995, 2011 |
| 6                | Indie                     | 1966, 1994, 1997, 1999, 2000, 2017 |
| 5                | Wielka Brytania           | 1961, 1964, 1965, 1974, 1983       |
| 4                | Jamajka                   | 1963, 1976, 1993, 2019             |
| 3                | Szwecja                   | 1951, 1952, 1977                   |
| 3                | Południowa Afryka         | 1958, 1974, 2014                   |
| 3                | Stany Zjednoczone         | 1973, 1990, 2010                   |
| 3                | Islandia                  | 1985, 1988, 2005                   |
| 2                | Niemcy / Niemcy Zachodnie | 1956, 1980                         |
| 2                | Holandia                  | 1959, 1962                         |
| 2                | Argentyna                 | 1960, 1978                         |
| 2                | Peru                      | 1967, 2004                         |
| 2                | Australia                 | 1968, 1972                         |
| 2                | Austria                   | 1969, 1987                         |
| 2                | Portoryko                 | 1975, 2016                         |
| 2                | Rosja                     | 1992, 2008                         |
| 2                | Polska                    | 1989, 2021                         |
| 2                | Czechy                    | 2006, 2023                         |
| 2                | Chiny                     | 2007, 2012                         |
| 1                | Francja                   | 1953                               |
| 1                | Egipt                     | 1954                               |
| 1                | Finlandia                 | 1957                               |
| 1                | Brazylia                  | 1971                               |
| 1                | Bermudy                   | 1979                               |
| 1                | Guam                      | 1980                               |
| 1                | Dominikana                | 1982                               |
| 1                | Trynidad i Tobago         | 1986                               |
| 1                | Grecja                    | 1996                               |
| 1                | Izrael                    | 1998                               |
| 1                | Nigeria                   | 2001                               |
| 1                | Turcja                    | 2002                               |
| 1                | Irlandia                  | 2003                               |
| 1                | Gibraltar                 | 2009                               |
| 1                | Filipiny                  | 2013                               |
| 1                | Hiszpania                 | 2015                               |
| 1                | Meksyk                    | 2018                               |

## Kontynentalne Królowe Piękności
Jest to lista zwyciężczyń tytułu „Kontynentalna Królowa Piękności” od roku 2013, odkąd format uległ zmianie.
| Rok  | Ameryki                              | Afryka                             | Azja                          | Oceania                     | Karaiby                    | Europa                           |
| ---- | ------------------------------------ | ---------------------------------- | ----------------------------- | --------------------------- | -------------------------- | -------------------------------- |
| 2013 | Brazylia · Sancler Frantz            | Ghana · Carranzar Shooter          | Filipiny · Megan Young        | Australia · Erin Holland    | Jamajka · Gina Hargitay    | Francja · Marine Lorphelin       |
| 2014 | Stany Zjednoczone · Elizabeth Safrit | Południowa Afryka · Rolene Strauss | Indie · Koyal Rana            | Australia · Courtney Thorpe | Gujana · Rafieya Husain    | Węgry · Edina Kulcsár            |
| 2015 | Brazylia · Catharina Choi            | Południowa Afryka · Liesl Laurie   | Indonezja · Maria Harfanti    | Australia · Tess Alexander  | Jamajka · Sanneta Myrie    | Hiszpania · Mireia Lalaguna      |
| 2016 | Stany Zjednoczone · Audra Mari       | Kenia · Evelyn Thungu              | Indonezja · Natasha Mannuela  | Australia · Madeline Cowe   | Dominikana · Yaritza Reyes | Belgia · Lenty Frans             |
| 2017 | Meksyk · Andrea Meza                 | Kenia · Magline Jeruto             | Korea Południowa · Ha-eun Kim | Nowa Zelandia · Annie Evans | Jamajka · Solange Sinclair | Wielka Brytania · Stephanie Hill |
| 2018 |                                      |                                    |                               |                             |                            |                                  |
| 2019 |                                      |                                    |                               |                             |                            |                                  |
| 2021 |                                      |                                    |                               |                             |                            |                                  |

## Sukcesy Polek
Polka została Miss World po raz pierwszy w 1989 roku i była nią Aneta Kręglicka. W marcu 2022, Karolina Bielawska zwyciężyła w finale wyborów Miss World 2021, zostając drugą Polką w historii, która zdobyła koronę. Poza tym do finału i półfinału dostały się następujące kobiety:
| Zdjęcie/Link do zdjęcia | Reprezentantka       | Rok        | Miejsce              |
| Miss World              | Miss World           | Miss World | Miss World           |
| ----------------------- | -------------------- | ---------- | -------------------- |
| Zdjęcie z 1989 roku     | Aneta Kręglicka      | 1989       | 1                    |
|                         | Karolina Bielawska   | 2021       | 1                    |
| Finalistki              |                      |            |                      |
| Zdjęcie z 1987 roku     | Monika Nowosadko     | 1987       | 4                    |
| Zdjęcie z 1992 roku     | Ewa Wachowicz        | 1992       | 4                    |
| Zdjęcie z 2004 roku     | Katarzyna Borowicz   | 2004       | 4                    |
| Półfinalistki           |                      |            |                      |
| Zdjęcie z 1985 roku     | Katarzyna Zawidzka   | 1985       | 8                    |
| Zdjęcie z 1990 roku     | Ewa Szymczak         | 1990       | Top 10               |
| Zdjęcie z 2009 roku     | Anna Jamróz          | 2009       | Top 16 (miejsce 10.) |
| Zdjęcie z 2015 roku     | Marta Pałucka        | 2015       | Top 20 (14. miejsce) |
|                         | Magdalena Bieńkowska | 2017       | Top 40               |
|                         | Milena Sadowska      | 2019       | Top 40               |

Katarzyna Borowicz zdobyła również w 2004 roku tytuł Najpiękniejszej Europejki.